# Heidmannsfeld
Die Herrschaft Heidmannsfeld war eine Grundherrschaft im Viertel unter dem Wienerwald im Erzherzogtum Österreich unter der Enns, dem heutigen Niederösterreich.

## Ausdehnung
Die Herrschaft umfasste zuletzt die Ortsobrigkeit über einen Teil der Gemeinde Fünfhaus und die Papierfabrik in Rannersdorf. Der Sitz der Verwaltung befand sich in Wien.

## Geschichte
Letzter Inhaber der Allodialherrschaft war der Sohn von Johann Anton Heidmann, der Hof- und Gerichtsadvokat Anton Heidmann, bis diese als Folge der Reformen 1848/1849 aufgelöst wurde.